# 馬哈奇卡拉戴拿模足球會
馬哈奇卡拉戴拿模足球會（俄语：ФК Динамо Махачкала）是一家俄羅斯足球會，位於馬哈奇卡拉。球隊在2024–25年首次升上俄羅斯超級足球聯賽角逐。

## 歷史
2021–22年球季以前，球隊以馬哈奇卡拉足球會名稱作賽。
2024年5月20日，馬哈奇卡拉戴拿模確定了升上俄羅斯超級足球聯賽，是球會歷史上首次。

## 外部連結
- Official website （俄語） (archived 6 January 2007)
- Another Dynamo website （页面存档备份，存于） （俄語）
- Official Telegram Channel （页面存档备份，存于） （俄語）
- Club history （页面存档备份，存于） at KLISF.info